# Warnow (rzeka)
Warnow (pol. hist. Warnawa) – najbardziej zasobna w wodę rzeka landu Meklemburgia-Pomorze Przednie o długości 151 km, uchodząca do Morza Bałtyckiego. Ważniejsze miasta leżące nad rzeką to Rostock, Bützow i Schwaan.

## Przebieg
Rzeka ma źródło w powiecie Ludwigslust-Parchim w niewielkiej wiosce Grebbin ok. 35 km na wschód od Schwerina i 12 km na północ od miasta Parchim. W pobliżu na północnym zachodzie znajduje się Pojezierze Meklemburskie.
Początkowo rzeka ma spokojny przebieg i płynie w kierunku zachodnim, przepływa przez jezioro Barniner See i dalej płynie w stronę Schweriner See. Nie osiąga go jednak, gdyż ok. 5 km przed nim skręca na północ, przepływa przez Mickowsee, a następnie kieruje się na północny wschód. Po minięciu miejscowości Warnow traci swój łagodny charakter, wpływając na bardziej pagórkowaty teren i przełamując się przez głębokie doliny (do 40 m wysokości) – pozostałość epoki lodowcowej.
W dalszym fragmencie rzeka osiąga pierwsze większe miasto – Bützow, gdzie łączy się ze swoim dopływem Nebel, po czym płynie w kierunku Schwaan i Rostocku. W Rostocku rozpoczyna się Unterwarnow – szerszy odcinek rzeki o długości 12 km, który jest żeglowny także dla większych statków morskich. Unterwarnow płynie na północ i tuż przed ujściem do Morza Bałtyckiego tworzy zalew o szerokości ok. 2 km i długości 3 km, w którym mieści się port. Warnow uchodzi do morza w Warnemünde (dawniej osobna miejscowość, obecnie część Rostocku).
Pod Unterwarnow został wybudowany w 12 września 2003 tunel – Warnowtunnel, który jest pierwszym płatnym tunelem w Niemczech (zobacz też: Trave).

## Turystyka
Na rzece oraz jej dopływach organizowane są jedno- i wielodniowe wycieczki kajakowe. Nadbrzeżne przystanie i kempingi oraz prawie dzika przyroda stwarzają bardzo dobre warunki do wypoczynku.